# Jessie Inchauspé
Jessie Inchauspé (née en 1992), aussi connue sous le nom de Glucose Goddess, est une biochimiste et auteure française. Elle est la fondatrice de Glucose Goddess. Elle publie du contenu sur un compte Instagram, glucosegoddess, et sur une chaîne Youtube, Glucose Revolution.
Elle est l'auteure de deux best-sellers internationaux sur la gestion des niveaux de glucose pour le bien-être : Faites votre Glucose Revolution et La Méthode Glucose Goddess. Elle était chroniqueuse sur RTL et est en 2025 la présentatrice de l'émission britannique The Glucose Goddess sur Channel 4.
Le travail d'Inchauspé repose sur ce qu'elle appelle ses "astuces glucose" ("glucose hacks" en anglais) pour réduire la consommation de sucre, éviter les pics de glycémie, consommer davantage de protéines et de légumes, augmenter l'activité physique, et réduire les effets néfastes du sucre lorsqu'il est consommé.
Les "astuces" promues par Inchauspé ont été décrites comme étant "déjà largement acceptées" par certains critiques.

## Éducation
Jessie Inchauspé est née en 1992 à Biarritz. En 2012, elle obtient une licence en mathématiques du King's College de Londres, puis elle travaille à l'Université de Pennsylvanie en tant que chercheuse en statistiques. En 2014, elle publie A Behaviorally Informed Survey-Powered Market Agent  dans The Journal of Prediction Markets.
En 2015, elle obtient un master en biochimie de l'université de Georgetown. Pendant son éducation à Georgetown, elle travaille sur des recherches liant l'alimentation au cancer, et co-publie Paternal programming of breast cancer risk in daughters in a rat model : opposing effects of animal- and plant-based high-fat diets dans Breast Cancer Research.
Lors d'un accident l'année de ses 19 ans, elle se fracture le dos. Ce tournant l'amène à s'intéresser à la santé.

## Carrière
Inchauspé commence sa carrière en 2015 en travaillant pour la start-up 23andMe, spécialisée dans la génétique, en tant que chef de produit. Au sein de l'entreprise, elle créé une fonctionnalité permettant aux clients qui le souhaitent de voir leurs contributions à la recherche publiée de 23andMe. Elle lance également une plateforme permettant aux clients de partager la manière dont ils gèrent leurs différents problèmes de santé, ce qui est qualifié d' "inquiétant" par Business Insider.
Alors qu'elle travaille chez 23andMe, Inchauspé teste un capteur de glucose en continu dans le cadre d'une étude pilote interne. Bien qu'elle ne soit pas diabétique, elle qualifie cette expérience de "bouleversante" et affirme que son intérêt pour la glycémie est né du lien qu'elle établie entre ses pics de glycémie et ses épisodes de dépersonnalisation, dont elle souffait depuis son accident survenu à 19 ans. Le lien entre le glucose et ce trouble n'a jamais été corroboré dans la littérature scientifique.
À partir de 2019 elle publie sur son compte Instagram glucosegoddess des graphiques pour illustrer des études scientifiques portant sur la nutrition, à partir des variations glycémiques de son propre corps.  
En avril 2022 Inchauspé publie son premier livre, Faites votre glucose révolution. Il est traduit en 40 langues et diffusé à plus d'un million d'exemplaires.
Elle publie un second livre en mai 2023, La Méthode Glucose Goddess, qui atteint la troisième place du classement dans le New York Times Bestseller List,.
Elle se décrit comme "vulgarisatrice scientifique qui a pour mission d'aider ses lecteurs à comprendre comment la nourriture influence leur corps", et partage qu'elle espère avoir un "impact mondial sur la santé publique." Elle se compare aux vulgarisateurs scientifiques Fred et Jamy dans C'est Pas Sorcier.
En 2024 elle lance une chaîne Youtube, Glucose Revolution, sur laquelle elle publie des vidéos en anglais. La chaîne compte aujourd'hui plus d'un million d'abonnés.
In 2024, Inchauspé lance un complément alimentaire pour réduire les pics de glycémie, l'Anti-Spike Formula.
En 2025, elle présentera une série télévisée sur la chaîne de télévision britannique Channel 4, The Glucose Goddess, qui "mettra à l'épreuve la science du glucose".
Inchauspé a fait plusieurs apparitions à la télévision, notamment dans l'émission américaine Good Morning America, et en France dans Quotidien,Clique, C à vous, et Quelle Époque.
Son travail est couvert par la presse mondialement, par exemple par El Mundo en Espagne, Le Wall Street Journal aux Etats-Unis, The Telegraph au Royaume-Uni, Vanity Fair en Italie, O Globo au Brésil, Svenska Dagbladet en Suède ou encore Die Zeit en Allemagne.  Elle est qualifiée de "phénomène".
En 2024 elle fait la couverture du hors-série Nutrition du magazine ELLE, qui la définie comme "une des personnalités les plus influentes de la nutrition."

## Glucose Révolution
En avril 2022, Jessie Inchauspé publie son premier livre, Faites Votre Glucose Revolution. Plus d'un million d'exemplaires sont vendus dans le monde,. Le livre est un best-seller numéro 1 en France, au Royaume-Uni, en Australie, en Espagne et en Allemagne. Aux États-Unis, il figure parmi les best-sellers du Wall Street Journal., Il est traduit en plus de 40 langues.
Dans ce livre, Jessie Inchauspé souligne l'importance de la régulation de la glycémie pour tous les aspects de notre santé et y présente ses "astuces glucose" qu'elle base sur plus de 300 études scientifiques cités en fin d'ouvrage. Elle affirme que la gestion de la glycémie est essentielle, que l’on soit diabétique ou non, et que l’on peut manger de tout, à condition de comprendre quand, comment et avec quelles combinaisons.
Le travail d'Inchauspé se concentre autour de dix "astuces glucose", qu'elle présente comme novateurs pour réduire les pics de glycémie : Manger les aliments dans le bon ordre, Ajouter une entrée verte à chaque repas, Ne plus compter les calories, Prendre un petit déjeuner salé, Choisir n'importe quel type de sucre – ils sont tous identiques, Privilégier le dessert plutôt qu'une collation sucrée, Prendre du vinaigre avant de manger, Bouger après le repas, Préférer les collations salées, et Habiller ses glucides. Elle affirme que ces astuces peuvent aider à améliorer les niveaux d'énergie, réduire les envies de sucre, et que l’équilibre glycémique est la clé pour la santé physique et mentale.

### Réception
Faites Votre Glucose Revolution rencontre un vif succès auprès du public. Mondialement, plus d'un million d'exemplaires sont vendus. En France, il est le quatrième livre le plus vendu de 2023 dans la catégorie "Essais" selon le palmarès de L'Express. Inchauspé amasse un "public fidèle aux allures de culte." 
Parmi les experts partisans de son travail, on trouve le docteur Robert Lustig, qui a co-écrit les recommendations anti-sucre de l'American Heart Association, David Sinclair de Harvard, et l'épidémiologiste britannique Tim Spector spécialisé dans la glycémie.
Le magazine Publisher's Weekly commente qu' "Inchauspé brille par son désir de s'assurer que les lecteurs comprennent bien les faits derrière les régimes alimentaires, et par sa capacité à les communiquer clairement".

## Critiques
Inchauspé a reçu des critiques de nutritionistes disant que la plupart de ses "astuces" sont déjà "évidentes", et partagées depuis des années par le corps médical. Bien qu'Inchauspé prône que ses astuces sont basées sur des études "récentes", elle-même les qualifie de "conseils de grand-mère" et de "bon sens". Laura Bellows, professeure associée en sciences de la nutrition à l'Université Cornell, souligne que certains de ces "astuces" sont "largement acceptés par les nutritionnistes, comme l’association des glucides avec des protéines et des graisses". De même, l'appel d'Inchauspé à réduire la consommation de jus de fruits et de sucre au petit-déjeuner est en ligne avec les recommendations de l'OMS depuis 2006. "Surveiller ses apports glucidiques a un intérêt évident," atteste le docteur Jean-François Thébaut, vice-président de la Fédération française des diabétiques, à propos d'Inchauspé.
Certains observateurs ont noté qu’Inchauspé excelle avant tout dans le marketing et dans la création de graphiques pour expliquer des concepts nutritionels simples. Dans The Washington Post, Camille Campbell, conceptrice en chef et fondatrice de Nutrition.DesignLab, commente : "Son message est parfaitement calibré. Sa manière de communiquer est irréprochable. Elle sait vraiment tirer parti de tous les aspects du branding et du marketing de son entreprise." "Du bon sens mais en plus fun" commente le magazine ELLE.
Si certains critiques estiment que ses principes sont courants, d'autres médecins s'opposent à son travail. Dans Challenges, Eric Renard, président de la Société Francophone du Diabète, affirme: "Sans diabète, elle n’a aucune utilité démontrée. Surveiller sa glycémie et voir ses effets sur son corps n'a aucun intérêt chez un sujet normal." 
Nicola Guess, diététicienne à lUniversité d'Oxford, explique que "des personnes comme la Glucose Goddess considèrent la glycémie comme la cause première [de problèmes], et que si l'on régule la glycémie, on résout tous ses problèmes de santé." Certains chercheurs affirment que si réduire notre consommation de sucre est un message essentiel, les préconisations de la biochimiste sont douteuses car non fondées sur des études sérieuses.
Dans une vidéo publiée en octobre 2024 par France Info, Mathilde Touvier, nutritionniste, explique qu'il est normal d'avoir des pics de glucose et que le corps est fait pour les réguler. Dans cette même vidéo, le Docteur Boris Hansel, endocrinologue-nutritionniste à l’Hôpital Bichât, approuve les recommandations d'Inchauspé sur la pratique du sport et la consommation de fibres mais conteste son affirmation sur l'ordre de consommation des aliments de sa méthode (fibres, protéines et graisses, et enfin glucides) qui, selon lui, est basée sur une seule étude menée sur 11 personnes atteintes de diabète de type 2. Cependant, contrairement à ce qui est avancé par Hansel, dans Faites Votre Glucose Révolution, Inchauspé cite davantage d'études pour justifier cette "astuce", basées sur un plus grand nombres de sujets et chez des personnes sans diabète également,,,,.
Les critiques avertissent également du risque d'une obsession potentielle pour les niveaux de glucose : « Le glucose est devenu le nouveau gluten—une sensibilité médicale transformée en obsession nutritionnelle pour les masses », écrit le Wall Street Journal. De nombreux nutritionnistes ont également mis en garde contre les troubles alimentaires que les "astuces" pourraient engendrer.

## La Méthode Glucose Goddess
En mai 2023, Inchauspé publie son deuxième livre, La Méthode Glucose Goddess, qui met l’accent sur quatre de ses "astuces" : prendre un petit déjeuner salé, consommer une cuillère à soupe de vinaigre dilué dans de l'eau une demi-heure avant de manger, ajouter une entrée verte à chaque repas et bouger après avoir mangé.
Dans ce livre, Inchauspé décrit une expérience menée auprès de 2 500 personnes qui ont amélioré divers aspects de leur santé en intégrant ces quatre astuces à leur routine pendant quatre semaines. Le livre propose également une centaine de recettes pour appliquer la méthode.
La Méthode Glucose Goddess a figuré sur la liste des best-sellers du New York Times et est un best-seller international.

## Anti-Spike Formula
En 2024, Inchauspé commence à commercialiser des compléments alimentaires "Anti-Spike", censés atténuer les pics de glycémie lorsqu'ils sont consommés avant des aliments riches en glucose tels que les gâteaux ou les pâtes. Le complément est décrit comme réduisant les pics de glucose jusqu'à 40%, et comme ayant des effets bénéfiques à long-terme sur la glycémie à jeun.
Une dose de deux capsules contient 250 mg d'extrait de feuille de mûrier blanc sous forme de Reducose, 250 mg d'Eriomin (un extrait de flavonoïde de citron), 85 mg d'extrait d'écorce de cannelle avec un ratio d'extraction de 12:1, équivalant à 1 g de cannelle, ainsi qu'un extrait de citron et un mélange de légumes « antioxydants ».
Les critiques ont souligné la supposée absence d'essais cliniques rigoureux pour étayer l'efficacité de ces compléments,, malgré des études cliniques montrant que l'ingrédient principal, l'extrait de feuille de mûrier blanc, a un effet positif prouvé sur les paramètres glycémiques.

## Publications
- Faites votre glucose révolution, Robert Laffont, 2022  (ISBN 978-2-22125677-0)
- La Méthode Glucose Goddess, Robert Laffont, 2023  (ISBN 978-2-22126924-4)